# El Tovar Apartments
El Tovar Apartments es un edificio de apartamentos ubicado en 320 East Grand Boulevard en Detroit, Míchigan, en el Distrito Histórico de East Grand Boulevard. Fue incluido en el Registro Nacional de Lugares Históricos en 1991.

## Arquitectura
A menudo atribuido a la firma de Wiedmaier & Gay, la edición del 6 de diciembre de 1928 de Detroit Free Press enumera a Robert J. West como el arquitecto. El edificio es un excelente ejemplo del estilo neocolonial español con art déco. Los Apartamentos El Tovar es un edificio de 4 pisos y medio, que contiene 73 apartamentos, construidos con ladrillo naranja con molduras de piedra caliza, detalles de terracota naranja y un techo de tejas españolas. La entrada está dentro del pabellón central, al que se accede por una acera flanqueada por figuras de leones tallados. El nombre El Tovar está grabado en un pergamino sobre la entrada. Torres tipo minarete se proyectan desde el techo a dos aguas, y hay aberturas arqueadas en las esquinas de la fachada frontal, proyecciones en forma de chimenea, contrafuertes pseudo-voladores y almenas estilizadas.
Construido en 1928, representa un cambio significativo en Detroit de viviendas de baja densidad a viviendas de mayor densidad. En 1988, la Messiah Housing Corporation lo compró; rehabilitaron los apartamentos y los abrieron para viviendas de la Sección 8 en 1992. Messiah Housing también es propietario de los cercanos Saint Paul Manor Apartments y Kingston Arms Apartments.